# Brieskow-Finkenheerd
Brieskow-Finkenheerd è un comune di 2 331 abitanti del Brandeburgo, in Germania.

Appartiene al circondario dell'Oder-Sprea ed è sede dell'omonima comunità amministrativa.

## Società

### Evoluzione demografica
- Sviluppo della popolazione dal 1875 entro gli attuali confini (Linea Blu: Popolazione; Linea puntata: Confronto dello sviluppo della popolazione dello stato del Brandenburgo; Sfondo grigio: Ai tempi del governo nazista; Sfondo rosso: Al tempo del governo comunista)

| Anno | Abitanti |
| ---- | -------- |
| 1875 | 1 127    |
| 1890 | 1 359    |
| 1910 | 1 582    |
| 1925 | 2 220    |
| 1933 | 2 902    |
| 1939 | 2 942    |
| 1946 | 3 022    |
| 1950 | 3 472    |
| 1964 | 3 592    |
| 1971 | 3 431    |

| Anno | Abitanti |
| ---- | -------- |
| 1981 | 2 961    |
| 1985 | 2 753    |
| 1989 | 2 654    |
| 1990 | 2 633    |
| 1991 | 2 571    |
| 1992 | 2 523    |
| 1993 | 2 482    |
| 1994 | 2 535    |
| 1995 | 2 570    |
| 1996 | 2 593    |

| Anno | Abitanti |
| ---- | -------- |
| 1997 | 2 643    |
| 1998 | 2 682    |
| 1999 | 2 679    |
| 2000 | 2 686    |
| 2001 | 2 716    |
| 2002 | 2 662    |
| 2003 | 2 651    |
| 2004 | 2 610    |
| 2005 | 2 585    |
| 2006 | 2 570    |

| Anno | Abitanti |
| ---- | -------- |
| 2007 | 2 539    |
| 2008 | 2 524    |
| 2009 | 2 476    |
| 2010 | 2 446    |
| 2011 | 2 388    |
| 2012 | 2 352    |
| 2013 |          |

Fonti dei dati sono nel dettaglio nelle Wikimedia Commons..